# Gabriele Murad-Michalkowski
Gabriele Murad-Michalkowski (* 4. Mai 1877 auf Schloss Littentschitz, Mähren; † 21. Oktober 1963 in Wien) war eine österreichische Malerin und Grafikerin.

## Familie
Gabriele Michalkowski war eine Tochter des Oberst Eduard von Michalkowski und dessen Ehefrau Baronin Gabriele Podstatsky-Prussinowitz. Ihr Vater stammte aus einer preußischen Adelsfamilie, ihre Mutter aus mährischem Uradel.
Am 26. Februar 1900 heiratete Gabriele Michalkowski den promovierten Ministerialrat Gaston Murad, einen Sohn des Schriftstellers und Diplomaten Franz von Werner. Aus der Ehe gingen vier Kinder hervor.

## Leben
Gabriele Michalkowski wuchs zunächst in verschiedenen Garnisonsorten ihres Vaters auf, bis sich die Familie nach seinem Rücktritt in Krems an der Donau niederließ. In ihrem dortigen Elternhaus wurde Gabriele Michalkowski von Wilhelm Gause in der Malerei unterrichtet. Mit 18 Jahren debütierte sie mit dem Ölbild Aus Feld und Wald bei einer Ausstellung im Wiener Künstlerhaus.
Murad-Michalkowski hielt sich ein halbes Jahr in Süddalmatien und vier Jahre in Brünn auf, bevor sie sich 1904 endgültig in Wien niederließ. Dort wohnte sie zeitweilig am Schmerlingplatz 2 im 1. Bezirk. Ab 1921 führte sie ihre Studien bei Maria Augustin fort, die sie mit der Radiertechnik vertraut machte.
Murad-Michalkowski präsentierte ihre Werke unter anderem als Gast der Acht Künstlerinnen im Wiener Salon Pisko. Sie beschickte auch internationale Ausstellungen in München, Berlin, Hamburg und St. Petersburg. Sie war Mitglied des Kunstvereins Kärnten (mit dem sie ebenfalls mehrfach ausstellte), des Mährischen Kunstvereins, des Wachauer Künstlerbundes, der Österreichischen Gesellschaft für christliche Kunst sowie der Deutschen Gesellschaft für christliche Kunst.
Ab 1910 gehörte Murad-Michalkowski dem Vorstand der Vereinigung bildender Künstlerinnen Österreichs (VBKÖ) an, von 1923 bis 1928 als Vize-Präsidentin. Sie war im Ausschuss der VBKÖ an der Organisation der Ausstellungen beteiligt und nahm selbst regelmäßig an ihnen teil, auch während der Zeit des Nationalsozialismus, als die Organisation Vereinigung Bildender Künstlerinnen der Reichsgaue der Ostmark hieß.
Gabriele Murad-Michalkowski starb 1963 im Alter von 86 Jahren in Wien.

## Werk
Gabriele Murad-Michalkowski malte hauptsächlich Landschaften und Genrebilder. Später wandte sie sich verstärkt der Grafik zu, durch die sie hauptsächlich Bekanntheit erlangte. Sie zeichnete (insbesondere mit Bleistift), schuf Radierungen und Lithografien. Als Zeichnerin wählte sie häufig architektonische Motive aus Wien, Niederösterreich und Mähren sowie Interieurs (häufig von Kirchen). Sie griff die gleichen Sujets teilweise mehrfach und in verschiedenen Techniken auf.
Julius Leisching, Direktor des Mährischen Gewerbemuseums in Brünn, bezeichnete Murad-Michalkowski 1904 in einem Zeitungsaufsatz über Mährens Künstler der Gegenwart als eine „Meisterin der Zeichnung“. Ihre Werke Bootshütte am Attersee und Kanzel zu St. Stefan führte er als Beispiele dafür auf, dass auch ohne Farben mit Hilfe von Licht- und Schattengegensätzen Stimmungen erzeugt werden können.
Kunstkritiker Ludwig Praehauser lobte 1917 Murad-Michalkowskis Kreidezeichnung vom Arbeitszimmer der Schriftstellerin Marie von Ebner-Eschenbach: „Wie der Stift bei der Darstellung der verschiedenen Dinge sich nie ins unwesentlich Einzelne verflacht hat, sondern alle Dinge vom Dämmer des Gemaches umwoben zeigt, besonders aber der Gehalt der Stimmung, diese Werte kennzeichnen das Blatt als Kunstwerk“.
Werke von Murad-Michalkowski wurden unter anderem in die Sammlungen des Landesmuseums Brünn, des Museums der Stadt Wien und der Staatlichen Gemälde-Galerie Prag aufgenommen. Eine Reihe ihrer Radierungen befinden sich in der Werksammlung der VBKÖ.
Werke (Auswahl)
- Aus Feld und Wald, 1896 Ausstellung Wiener Künstlerhaus
- Motiv aus der St. Jakobskirche in Brünn und Mährische Dorfkirche, Bleistiftzeichnungen, 1902 Ausstellung München Glaspalast[7]
- Kircheninterieur und Hof des Franzensmuseums, Handzeichnungen, 1903 Ankauf vom mährischen Landtag[8]
- Schiffhütte am Attersee, Studie aus Stein an der Donau, Die Frauenstiege in Stein, Die Kanzel zu St. Stefan, Bleistiftzeichnungen, 1906 Ausstellung Acht Künstlerinnen[9]
- Am Bollwerk in Swinemünde, Bleistiftzeichnung, 1909 Ausstellung Acht Künstlerinnen[10]
- Exlibris für Ellinor Murad, 1910
- Klostergang, Martinskapelle in Pitten und Waldweg, Bleistiftzeichnungen, 1910 Ausstellung VBKÖ
- Kriegsministerium in Wien, Bienenkörbe, Kanzel, Alt-Wien. Mölkerbastei, Fürstlich Liechtensteinische Patronatskirche in Seebenstein, Zeichnungen, 1911 Ausstellung VBKÖ[11]
- Schreibzimmer der Schriftstellerin Marie von Ebner-Eschenbach, Zeichnung, 1917 Ausstellung VBKÖ und Ankauf Stadt Wien, das Sujet auch als Lithografie in der Mährischen Galerie Brünn (36 × 30,4 cm, Zugang 1965)[12]
- Sterbezimmer der Schriftstellerin Marie von Ebner-Eschenbach, Tempera, 1917 Ausstellung VBKÖ und Ankauf Stadt Wien
- Kanzel zu St. Stephan Wien, Radierung, 25,5 × 35,7 cm, Signatur „Gabr. Murad - Michalkowski“, 1925 Ausstellung VBKÖ
- Kirche am Hof, Radierung, 17,7 × 23,3; Signatur „G. Murad - Michalkowski“, 1925 Ausstellung VBKÖ
- Holländische Heide, farbige Radierung, und Der Hochaltar zu St. Stephan, als Pastell und Bleistiftzeichnung, 1926 Ausstellung VBKÖ[13]
- Beethovenhaus, Temperapastell, 1927 Ausstellung Künstlerhaus Klagenfurt[14]
- Barockhaus am Hof, Radierung, 7,5 × 35,6 cm, Signatur „Gabr. Murad - Michalkowski“, 1929 Ausstellung VBKÖ

## Ausstellungen (Auswahl)
- 1896, 1901, 1902, 1919, 1921: Wiener Künstlerhaus
- 1902: Mährisches Gewerbe-Museum, Brünn
- 1902: Münchener Jahres-Ausstellung, Glaspalast
- 1904, 1906, 1909: Acht Künstlerinnen und ihre Gäste, Salon Pisko, Wien
- 1910–1912, 1914, 1916, 1917, 1921, 1923, 1925–1932, 1936, 1942: Vereinigung bildender Künstlerinnen Österreichs
- 1911: Vereinigung deutschmährischer bildender Künstler
- 1912: „Ausstellung von Zeichnungen moderner Künstler“, Erzherzog Rainer-Museum, Brünn[15]
- 1914: „Ausstellung der vereinigten Künstlerinnen der Wachau und ihrer Gäste“, Stadtarchiv Krems[16]
- 1925, 1927, 1928, 1932, 1935: Kunstverein Kärnten
- 1937: „Landschaftszeichnungen aus Österreich“, Vaterländische-Front-Werk „Neues Leben“, Künstlerhaus Klagenfurt[17]
- 1938: „Hirtin, Verwundetenträger, Malerin“, GEDOK, Rathaus Dresden[18]